# Franz Ehrenreich von Trautmannsdorff
Hrabia Franz Ehrenreich von Trautmannsdorff (ur. 1662, zm. 1719) był austriackim dyplomatą z rodu Trautmannsdorff.
W latach 1701–1703, 1704–1705 i  1706–1715 był austriackim posłem w Szwajcarii. W latach 1704–11 był tam jednocześnie przedstawicielem Karola III, króla Hiszpanii. Na zamówienie Frautmannsdorffa, szwajcarski Johann Caspar Wäber (1658-1730) tworzył malowidła Zurychu.